# Olympische Sommerspiele 2024/Teilnehmer (Thailand)
| Gelbes Symbol für Goldmedaillen mit stilisierten Olympischen Ringen | Graues Symbol für Silbermedaillen mit stilisierten Olympischen Ringen | Braundes Symbol für Bronzemedaillen mit stilisierten Olympischen Ringen |
| ------------------------------------------------------------------- | --------------------------------------------------------------------- | ----------------------------------------------------------------------- |
| 1                                                                   | 3                                                                     | 2                                                                       |

Thailand nahm an den Olympischen Spielen 2024 vom 26. Juli bis zum 11. August 2024 in Paris teil. Es war die insgesamt 18. Teilnahme an Olympischen Sommerspielen.

## Teilnehmer nach Sportarten

### Badminton
Über die Race-to-Paris-Rangliste konnten sechs Quotenplätze erreicht werden. Somit gingen neun thailändische Badmintonspieler in Paris an den Start.
| Athleten                                       | Wettbewerb | Gruppenphase                | Gruppenphase              | Gruppenphase | Gruppenphase | Achtelfinale | Achtelfinale              | Viertelfinale              | Viertelfinale      | Halbfinale    | Halbfinale         | Finale / Platz 3 | Finale / Platz 3   | Rang   |
| Athleten                                       | Wettbewerb | Gegner                      | Ergebnis                  | Punkte       | Rang         | Gegner       | Ergebnis                  | Gegner                     | Ergebnis           | Gegner        | Ergebnis           | Gegner           | Ergebnis           | Rang   |
| ---------------------------------------------- | ---------- | --------------------------- | ------------------------- | ------------ | ------------ | ------------ | ------------------------- | -------------------------- | ------------------ | ------------- | ------------------ | ---------------- | ------------------ | ------ |
| Frauen                                         |            |                             |                           |              |              |              |                           |                            |                    |               |                    |                  |                    |        |
| Ratchanok Intanon                              | Einzel     | L. Tan                      | 2:0 (21:8, 21:8)          | 2            | 1            | ―            | ―                         | G. M. Tunjung              | 0:2 (21:23, 9:21)  | ausgeschieden | ausgeschieden      | ausgeschieden    | ausgeschieden      | 5      |
| Ratchanok Intanon                              | Einzel     | Tai T.-y.                   | 2:0 (21:19, 21:15)        | 2            | 1            | ―            | ―                         | G. M. Tunjung              | 0:2 (21:23, 9:21)  | ausgeschieden | ausgeschieden      | ausgeschieden    | ausgeschieden      | 5      |
| Supanida Katethong                             | Einzel     | J. V. Vieira                | 2:0 (21:16, 21:19)        | 2            | 1            | A. Yamaguchi | 0:2 (6:21, 13:21)         | ausgeschieden              | ausgeschieden      | ausgeschieden | ausgeschieden      | ausgeschieden    | ausgeschieden      | 9      |
| Supanida Katethong                             | Einzel     | Lo S. Y.                    | 2:0 (21:14, 21:9)         | 2            | 1            | A. Yamaguchi | 0:2 (6:21, 13:21)         | ausgeschieden              | ausgeschieden      | ausgeschieden | ausgeschieden      | ausgeschieden    | ausgeschieden      | 9      |
| Jongkolphan Kititharakul Rawinda Prajongjai    | Doppel     | M. Lambert / A. Tran        | 2:1 (12:21, 21:13, 21:15) | 1            | 3            | —            | —                         | ausgeschieden              | ausgeschieden      | ausgeschieden | ausgeschieden      | ausgeschieden    | ausgeschieden      | 9      |
| Jongkolphan Kititharakul Rawinda Prajongjai    | Doppel     | M. Fruergaard / S. Thygesen | 1:2 (22:20, 21:23, 22:24) | 1            | 3            | —            | —                         | ausgeschieden              | ausgeschieden      | ausgeschieden | ausgeschieden      | ausgeschieden    | ausgeschieden      | 9      |
| Jongkolphan Kititharakul Rawinda Prajongjai    | Doppel     | Baek H.-n. / Lee S.-h.      | 0:2 (9:21, 12:21)         | 1            | 3            | —            | —                         | ausgeschieden              | ausgeschieden      | ausgeschieden | ausgeschieden      | ausgeschieden    | ausgeschieden      | 9      |
| Männer                                         |            |                             |                           |              |              |              |                           |                            |                    |               |                    |                  |                    |        |
| Kunlavut Vitidsarn                             | Einzel     | G. Paul                     | 2:0 (21:9, 21:12)         | 2            | 1            | K. Nishimoto | 2:1 (16:21, 21:14, 21:12) | Shi Y.                     | 2:0 (21:12, 21:10) | L. Zii Jia    | 2:0 (21:14, 21:15) | V. Axelsen       | 0:2 (11:21, 11:21) | Silber |
| Kunlavut Vitidsarn                             | Einzel     | K. Koljonen                 | 1:0 (21:4, 8:0 RET)       | 2            | 1            | K. Nishimoto | 2:1 (16:21, 21:14, 21:12) | Shi Y.                     | 2:0 (21:12, 21:10) | L. Zii Jia    | 2:0 (21:14, 21:15) | V. Axelsen       | 0:2 (11:21, 11:21) | Silber |
| Supak Jomkoh Kittinupong Kedren                | Doppel     | C. Popov / T. J. Popov      | 2:0 (21:14, 21:19)        | 2            | 2            | —            | —                         | Lee Y. / Wang C.-l.        | 0:2 (14:21, 17:21) | ausgeschieden | ausgeschieden      | ausgeschieden    | ausgeschieden      | 5      |
| Supak Jomkoh Kittinupong Kedren                | Doppel     | O. Král / A. Mendrek        | 2:0 (21:10, 21:13)        | 2            | 2            | —            | —                         | Lee Y. / Wang C.-l.        | 0:2 (14:21, 17:21) | ausgeschieden | ausgeschieden      | ausgeschieden    | ausgeschieden      | 5      |
| Supak Jomkoh Kittinupong Kedren                | Doppel     | Kang M.-h. / Seo S.-j.      | 0:2 (16:21, 15:21)        | 2            | 2            | —            | —                         | Lee Y. / Wang C.-l.        | 0:2 (14:21, 17:21) | ausgeschieden | ausgeschieden      | ausgeschieden    | ausgeschieden      | 5      |
| Mixed                                          |            |                             |                           |              |              |              |                           |                            |                    |               |                    |                  |                    |        |
| Dechapol Puavaranukroh Sapsiree Taerattanachai | Doppel     | R. Tabeling / S. Piek       | 2:0 (21:14, 21:16)        | 2            | 2            | —            | —                         | Y. Watanabe / A. Higashino | 0:2 (21:23, 14:21) | ausgeschieden | ausgeschieden      | ausgeschieden    | ausgeschieden      | 5      |
| Dechapol Puavaranukroh Sapsiree Taerattanachai | Doppel     | K. Mammeri / T. Mammeri     | 2:0 (21:14, 21:9)         | 2            | 2            | —            | —                         | Y. Watanabe / A. Higashino | 0:2 (21:23, 14:21) | ausgeschieden | ausgeschieden      | ausgeschieden    | ausgeschieden      | 5      |
| Dechapol Puavaranukroh Sapsiree Taerattanachai | Doppel     | Seo S.-j. / Chae Y.-j.      | 1:2 (16:21, 21:10, 15:21) | 2            | 2            | —            | —                         | Y. Watanabe / A. Higashino | 0:2 (21:23, 14:21) | ausgeschieden | ausgeschieden      | ausgeschieden    | ausgeschieden      | 5      |

### Boxen
Acht thailändische Boxer konnten sich für die Olympischen Spiele qualifizieren. Die ersten vier erreichten ihr Ticket durch ihre Abschneiden bei den Asienspielen 2022. Zudem qualifizierte sich Jutamas Jitpong beim ersten internationalen Qualifikationsturnier in Italien für die Spiele. Den Vorteil der heimischen Halle in Bangkok nutzten Baison Manikon und Weerapon Jongjoho beim zweiten internationalen Qualifikationsturnier und sicherten sich ebenfalls Startplätze für die Olympischen Spiele.
| Athleten             | Wettbewerb         | 1. Runde    | 1. Runde | Achtelfinale  | Achtelfinale  | Viertelfinale | Viertelfinale | Halbfinale    | Halbfinale    | Finale        | Finale        | Rang   |
| Athleten             | Wettbewerb         | Gegner      | Ergebnis | Gegner        | Ergebnis      | Gegner        | Ergebnis      | Gegner        | Ergebnis      | Gegner        | Ergebnis      | Rang   |
| -------------------- | ------------------ | ----------- | -------- | ------------- | ------------- | ------------- | ------------- | ------------- | ------------- | ------------- | ------------- | ------ |
| Frauen               |                    |             |          |               |               |               |               |               |               |               |               |        |
| Chuthamat Raksat     | Klasse bis 50 kg   | Freilos     | Freilos  | S. Bobokulova | 5:0           | Wu Y.         | 0:5           | ausgeschieden | ausgeschieden | ausgeschieden | ausgeschieden | 5      |
| Jutamas Jitpong      | Klasse bis 54 kg   | S. Ćirković | 4:1      | W. Bertal     | 2:3           | ausgeschieden | ausgeschieden | ausgeschieden | ausgeschieden | ausgeschieden | ausgeschieden | 9      |
| Thananya Somnuek     | Klasse bis 60 kg   | D. Sadiku   | 2:3      | ausgeschieden | ausgeschieden | ausgeschieden | ausgeschieden | ausgeschieden | ausgeschieden | ausgeschieden | ausgeschieden | 17     |
| Janjaem Suwannapheng | Klasse bis 66 kg   | Freilos     | Freilos  | B. Mbabi      | 4:1           | B. Sürmeneli  | 4:1           | I. Khelif     | 0:5           | ausgeschieden | ausgeschieden | Bronze |
| Baison Manikon       | Klasse bis 75 kg   | —           | —        | D. Michel     | 0:5           | ausgeschieden | ausgeschieden | ausgeschieden | ausgeschieden | ausgeschieden | ausgeschieden | 9      |
| Männer               |                    |             |          |               |               |               |               |               |               |               |               |        |
| Thitisan Panmot      | Klasse bis 51 kg   | Freilos     | Freilos  | D. de Pina    | 1:4           | ausgeschieden | ausgeschieden | ausgeschieden | ausgeschieden | ausgeschieden | ausgeschieden | 9      |
| Bunjong Sinsiri      | Klasse bis 63,5 kg | Freilos     | Freilos  | J. Cova       | 5:0           | E. Álvarez    | 0:5           | ausgeschieden | ausgeschieden | ausgeschieden | ausgeschieden | 5      |
| Weerapon Jongjoho    | Klasse bis 80 kg   | C. Pinales  | 0:5      | ausgeschieden | ausgeschieden | ausgeschieden | ausgeschieden | ausgeschieden | ausgeschieden | ausgeschieden | ausgeschieden | 17     |

### Gewichtheben
Zum Ende der Qualifikationsperiode standen jeweils zwei Männer und Frauen unter dem Top 10 der jeweiligen Ranglisten und qualifizierten sich somit für die Wettbewerbe in Paris.
| Athleten            | Wettbewerb        | Reißen  | Reißen | Stoßen  | Stoßen | Zweikampf | Zweikampf | Rang   |
| Athleten            | Wettbewerb        | Gewicht | Rang   | Gewicht | Rang   | Gewicht   | Rang      | Rang   |
| ------------------- | ----------------- | ------- | ------ | ------- | ------ | --------- | --------- | ------ |
| Frauen              |                   |         |        |         |        |           |           |        |
| Surodchana Khambao  | Klasse bis 49 kg  | 88 kg   | 4      | 112 kg  | 2      | 200 kg    | 3         | Bronze |
| Duangaksorn Chaidee | Klasse über 81 kg | 120 kg  | 5      | 152 kg  | 6      | 272 kg    | 6         | 6      |
| Männer              |                   |         |        |         |        |           |           |        |
| Theerapong Silachai | Klasse bis 61 kg  | 132 kg  | 3      | 171 kg  | 2      | 303 kg    | 2         | Silber |
| Weeraphon Wichuma   | Klasse bis 73 kg  | 148 kg  | 9      | 198 kg  | 2      | 346 kg    | 2         | Silber |

### Golf
Über das Olympic Golf Ranking der IGF qualifizierten sich vier thailändische Golfer für die Olympischen Spiele.
| Athleten             | Runde 1 | Runde 2 | Runde 3 | Runde 4 | Gesamt | Par | Rang |
| -------------------- | ------- | ------- | ------- | ------- | ------ | --- | ---- |
| Frauen               |         |         |         |         |        |     |      |
| Atthaya Thitikul     | 72      | 69      | 69      | 76      | 286    | −2  | 18   |
| Patty Tavatanakit    | 76      | 71      | 68      | 75      | 290    | +2  | 29   |
| Männer               |         |         |         |         |        |     |      |
| Kiradech Aphibarnrat | 74      | 73      | 72      | 71      | 290    | +6  | 54   |
| Phachara Khongwatmai | 70      | 75      | 74      | WD      | —      | —   | —    |

### Judo
Über die IJF-Weltrangliste konnte sich ein thailändischer Judoka im Leichtgewicht der Männer qualifizieren.
| Athleten        | Wettbewerb       | 1. Runde    | 1. Runde | 2. Runde | 2. Runde | Achtelfinale | Achtelfinale | Viertelfinale | Viertelfinale | Halbfinale / Trostrunde | Halbfinale / Trostrunde | Finale / Platz 3 | Finale / Platz 3 | Rang |
| Athleten        | Wettbewerb       | Gegner      | Ergebnis | Gegner   | Ergebnis | Gegner       | Ergebnis     | Gegner        | Ergebnis      | Gegner                  | Ergebnis                | Gegner           | Ergebnis         | Rang |
| --------------- | ---------------- | ----------- | -------- | -------- | -------- | ------------ | ------------ | ------------- | ------------- | ----------------------- | ----------------------- | ---------------- | ---------------- | ---- |
| Männer          |                  |             |          |          |          |              |              |               |               |                         |                         |                  |                  |      |
| Masayuki Terada | Klasse bis 73 kg | P. Metellus | 11s1:0s2 | —        | —        | M. Lombardo  | 0s2:1s1      | ausgeschieden | ausgeschieden | ausgeschieden           | ausgeschieden           | ausgeschieden    | ausgeschieden    | 9    |

### Leichtathletik
Laufen und Gehen
| Athleten        | Wettbewerb | Vorlauf | Vorlauf | Halbfinale | Halbfinale | Finale        | Finale        | Rang          |
| Athleten        | Wettbewerb | Zeit    | Rang    | Zeit       | Rang       | Zeit          | Rang          | Rang          |
| --------------- | ---------- | ------- | ------- | ---------- | ---------- | ------------- | ------------- | ------------- |
| Männer          |            |         |         |            |            |               |               |               |
| Puripol Bonsoon | 100 m      | 10,13 s | 3       | 10,14 s    | 9          | ausgeschieden | ausgeschieden | ausgeschieden |

Springen und Werfen
| Athleten         | Wettbewerb | Qualifikation | Qualifikation | Finale        | Finale        | Rang |
| Athleten         | Wettbewerb | Weite/Höhe    | Rang          | Weite/Höhe    | Rang          | Rang |
| ---------------- | ---------- | ------------- | ------------- | ------------- | ------------- | ---- |
| Frauen           |            |               |               |               |               |      |
| Subenrat Insaeng | Diskuswurf | 58,07 m       | 30            | ausgeschieden | ausgeschieden | 30   |

### Moderner Fünfkampf
Phurit Yohuang qualifizierte sich durch seinen 11. Platz bei den Asienspielen 2022 für die Olympischen Spiele in Paris. Erstmals war Thailand damit bei Olympischen Spielen im Modernen Fünfkampf vertreten.
| Athleten       | Fechten | Fechten | Schwimmen   | Schwimmen | Reiten  | Reiten | Combined     | Combined | Punkte | Rang |
| Athleten       | Bilanz  | Punkte  | Zeit        | Punkte    | Zeit    | Punkte | Zeit         | Punkte   | Punkte | Rang |
| -------------- | ------- | ------- | ----------- | --------- | ------- | ------ | ------------ | -------- | ------ | ---- |
| Männer         |         |         |             |           |         |        |              |          |        |      |
| Phurit Yohuang | 12+1    | 187     | 2:02,18 min | 306       | 84,66 s | 245    | 11:03,33 min | 637      | 1375   | 34   |

### Radsport
UCI-Straßen-Weltrangliste nach Nationen erhielt Thailand je einen Quotenplatz für die Straßenrennen der Männer und Frauen. Durch die Platzierung bei den Frauen war auch eine Fahrerin im Einzelzeitfahren zugelassen. Bei den Wettbewerben im Bahnradsport war Thailand im Sprint und Keirin der Männer vertreten. Die entsprechenden Quotenplätze wurden über die Keirin-Rangliste erreicht. Im BMX-Rennsport erreichte man einen Quotenplatz über die Asien-Meisterschaften 2023 durch den Titelgewinn von Komet Sukprasert.

#### Bahn
| Athleten          | Wettbewerb | Rang | Details                |
| ----------------- | ---------- | ---- | ---------------------- |
| Männer            |            |      |                        |
| Jai Angsuthasawit | Sprint     | 27   | Qualifikation: 9,898 s |
| Jai Angsuthasawit | Keirin     | 19   |                        |

#### Straße
| Athleten               | Wettbewerb       | Zeit         | Rang |
| ---------------------- | ---------------- | ------------ | ---- |
| Frauen                 |                  |              |      |
| Phetdarin Somrat       | Straßenrennen    | 4:13:42 h    | 78   |
| Phetdarin Somrat       | Einzelzeitfahren | 47:25,11 min | 34   |
| Männer                 |                  |              |      |
| Thanakhan Chaiyasombat | Straßenrennen    | DNF          | DNF  |

#### BMX-Rennsport
| Athleten         | Wettbewerb | Viertelfinale | Viertelfinale | Halbfinale    | Halbfinale    | Finale        | Finale        | Rang |
| Athleten         | Wettbewerb | Punkte        | Rang          | Punkte        | Rang          | Zeit          | Rang          | Rang |
| ---------------- | ---------- | ------------- | ------------- | ------------- | ------------- | ------------- | ------------- | ---- |
| Männer           |            |               |               |               |               |               |               |      |
| Komet Sukprasert | BMX-Rennen | 23            | 23            | ausgeschieden | ausgeschieden | ausgeschieden | ausgeschieden | 23   |

### Reiten
Über die Rangliste der Gruppe G (Südostasien und Ozeanien) erhielt Thailand einen Startplatz für den Wettbewerb im Springreiten.

#### Springreiten
| Athleten                 | Wettbewerb | Strafpunkte   | Strafpunkte   | Strafpunkte   | Strafpunkte   | Strafpunkte   | Strafpunkte   | Rang |
| Athleten                 | Wettbewerb | Einzelwertung | Einzelwertung | Einzelwertung | Nationenpreis | Nationenpreis | Nationenpreis | Rang |
| Athleten                 | Wettbewerb | 1. Umlauf     | 2. Umlauf     | Stechen       | 1. Umlauf     | 2. Umlauf     | Stechen       | Rang |
| ------------------------ | ---------- | ------------- | ------------- | ------------- | ------------- | ------------- | ------------- | ---- |
| Janakabhorn Karunayadhaj | Einzel     | EL            | ausgeschieden | ausgeschieden | —             | —             | —             | ―    |

### Rudern
Bei der asiatischen Qualifikationsregatta konnte ein Startplatz im Einer der Männer errudert werden.
| Athleten               | Wettbewerb | Vorlauf     | Vorlauf | Vorlauf       | Hoffnungslauf / Viertelfinale | Hoffnungslauf / Viertelfinale | Hoffnungslauf / Viertelfinale | Halbfinale  | Halbfinale | Halbfinale    | Finale      | Finale | Rang |
| Athleten               | Wettbewerb | Zeit        | Rang    | Qualifikation | Zeit                          | Rang                          | Qualifikation                 | Zeit        | Rang       | Qualifikation | Zeit        | Rang   | Rang |
| ---------------------- | ---------- | ----------- | ------- | ------------- | ----------------------------- | ----------------------------- | ----------------------------- | ----------- | ---------- | ------------- | ----------- | ------ | ---- |
| Männer                 |            |             |         |               |                               |                               |                               |             |            |               |             |        |      |
| Premanut Wattananusith | Einer      | 7:25,76 min | 6       | Hoffnungslauf | 7:29,89 min                   | 4                             | Halbfinale E/F                | 7:48,78 min | 3          | E-Finale      | 7:18,58 min | 6      | 30   |

### Schießen
| Athleten                | Wettbewerb                                 | Qualifikation   | Qualifikation | Finale          | Finale        |
| Athleten                | Wettbewerb                                 | Ringe/ Scheiben | Rang          | Ringe/ Scheiben | Rang          |
| ----------------------- | ------------------------------------------ | --------------- | ------------- | --------------- | ------------- |
| Frauen                  |                                            |                 |               |                 |               |
| Tanyaporn Prucksakorn   | 25 m Sportpistole                          | 580             | 19            | ausgeschieden   | ausgeschieden |
| Tanyaporn Prucksakorn   | 10 m Luftpistole                           | 571             | 21            | ausgeschieden   | ausgeschieden |
| Kamonlak Saencha        | 25 m Sportpistole                          | 570             | 33            | ausgeschieden   | ausgeschieden |
| Kamonlak Saencha        | 10 m Luftpistole                           | 564             | 36            | ausgeschieden   | ausgeschieden |
| Männer                  |                                            |                 |               |                 |               |
| Thongphaphum Vongsukdee | 50 m Kleinkalibergewehr Dreistellungskampf | 578             | 39            | ausgeschieden   | ausgeschieden |

### Schwimmen
| Athleten             | Wettbewerb     | Vorlauf | Vorlauf | Halbfinale    | Halbfinale    | Finale        | Finale        | Rang |
| Athleten             | Wettbewerb     | Zeit    | Rang    | Zeit          | Rang          | Zeit          | Rang          | Rang |
| -------------------- | -------------- | ------- | ------- | ------------- | ------------- | ------------- | ------------- | ---- |
| Frauen               |                |         |         |               |               |               |               |      |
| Jenjira Srisa-Ard    | 50 m Freistil  | 25,18 s | 23      | ausgeschieden | ausgeschieden | ausgeschieden | ausgeschieden | 23   |
| Männer               |                |         |         |               |               |               |               |      |
| Dulyawat Kaewsriyong | 100 m Freistil | 50,64 s | 49      | ausgeschieden | ausgeschieden | ausgeschieden | ausgeschieden | 49   |

### Segeln
Bei den Asienspielen 2022 erreichte Thailand Startplätze für die beiden Formula Kite-Wettkämpfe. Bei der kontinentalen Qualifikationsregatta im heimischen Chon Buri konnten Quotenplätze für die beiden Laser Veranstaltungen erreicht werden.
| Athleten               | Wettbewerb   | Qualifikation | Qualifikation | Medal Race    | Medal Race    | Punkte | Rang |
| Athleten               | Wettbewerb   | Punkte        | Rang          | Punkte        | Rang          | Punkte | Rang |
| ---------------------- | ------------ | ------------- | ------------- | ------------- | ------------- | ------ | ---- |
| Frauen                 |              |               |               |               |               |        |      |
| Sophia Montgomery      | Laser Radial | 189           | 27            | ausgeschieden | ausgeschieden | 189    | 27   |
| Benyapa Jantawan       | Formula Kite | 90            | 19            | ausgeschieden | ausgeschieden | 90     | 19   |
| Männer                 |              |               |               |               |               |        |      |
| Arthit Mikhail Romanyk | Laser        | 195           | 35            | ausgeschieden | ausgeschieden | 195    | 35   |
| Joseph Jonathan Weston | Formula Kite | 78            | 18            | ausgeschieden | ausgeschieden | 78     | 18   |

### Skateboard
Über die olympische Qualifikationsrangliste konnte sich mit Vareeraya Sukasem eine thailändische Skateboarderin im Streetwettbewerb für Paris qualifizieren. Erstmals in seiner olympischen Geschichte nahm Thailand damit im Skateboard an den Spielen teil.
| Athleten          | Wettbewerb | Qualifikation | Qualifikation | Finale        | Finale        | Rang |
| Athleten          | Wettbewerb | Punkte        | Rang          | Punkte        | Rang          | Rang |
| ----------------- | ---------- | ------------- | ------------- | ------------- | ------------- | ---- |
| Frauen            |            |               |               |               |               |      |
| Vareeraya Sukasem | Street     | 200,75        | 17            | ausgeschieden | ausgeschieden | 17   |

### Taekwondo
Über die olympische Rangliste qualifizierte sich die Olympiasiegerin von Tokio Panipak Wongpattanakit für die Spiele. Beim asiatischen Qualifikationsturnier kamen zwei weitere Athleten hinzu.
| Athleten               | Wettbewerb       | Achtelfinale  | Achtelfinale | Viertelfinale | Viertelfinale | Hoffnungsrunde Halbfinale | Hoffnungsrunde Halbfinale | Halbfinale    | Halbfinale    | Hoffnungsrunde Finale | Hoffnungsrunde Finale | Finale        | Finale        | Rang |
| Athleten               | Wettbewerb       | Gegner        | Ergebnis     | Gegner        | Ergebnis      | Gegner                    | Ergebnis                  | Gegner        | Ergebnis      | Gegner                | Ergebnis              | Gegner        | Ergebnis      | Rang |
| ---------------------- | ---------------- | ------------- | ------------ | ------------- | ------------- | ------------------------- | ------------------------- | ------------- | ------------- | --------------------- | --------------------- | ------------- | ------------- | ---- |
| Frauen                 |                  |               |              |               |               |                           |                           |               |               |                       |                       |               |               |      |
| Panipak Wongpattanakit | Klasse bis 49 kg | O. El-Bouchti | 2:0          | D. Abutaleb   | 2:0           | ―                         | ―                         | L. Stojković  | 2:0           | ―                     | ―                     | Guo Q.        | 2:1           | Gold |
| Sasikarn Tongchan      | Klasse bis 67 kg | C. Santos     | 2:0          | A. Perišić    | 0:2           | O. Sobirjonova            | 1:2                       | ausgeschieden | ausgeschieden | ausgeschieden         | ausgeschieden         | ausgeschieden | ausgeschieden | 7    |
| Männer                 |                  |               |              |               |               |                           |                           |               |               |                       |                       |               |               |      |
| Banlung Tubtimdang     | Klasse bis 68 kg | J. Pérez      | 0:2          | ausgeschieden | ausgeschieden | ausgeschieden             | ausgeschieden             | ausgeschieden | ausgeschieden | ausgeschieden         | ausgeschieden         | ausgeschieden | ausgeschieden | 11   |

### Tischtennis
Die Mannschaft der Frauen qualifizierte sich über die ITTF-Weltrangliste für die Olympischen Spiele. Somit dürfen auch im Einzel zwei Athletinnen an den Start gehen.
| Athleten                                                | Wettbewerb | 1. Runde | 1. Runde | 2. Runde    | 2. Runde | 3. Runde      | 3. Runde      | Achtelfinale  | Achtelfinale  | Viertelfinale | Viertelfinale | Halbfinale    | Halbfinale    | Finale / Platz 3 | Finale / Platz 3 | Rang |
| Athleten                                                | Wettbewerb | Gegner   | Erg.     | Gegner      | Erg.     | Gegner        | Erg.          | Gegner        | Erg.          | Gegner        | Erg.          | Gegner        | Erg.          | Gegner           | Erg.             | Rang |
| ------------------------------------------------------- | ---------- | -------- | -------- | ----------- | -------- | ------------- | ------------- | ------------- | ------------- | ------------- | ------------- | ------------- | ------------- | ---------------- | ---------------- | ---- |
| Frauen                                                  |            |          |          |             |          |               |               |               |               |               |               |               |               |                  |                  |      |
| Orawan Paranang                                         | Einzel     | Freilos  | Freilos  | M. Pessozka | 3:4      | ausgeschieden | ausgeschieden | ausgeschieden | ausgeschieden | ausgeschieden | ausgeschieden | ausgeschieden | ausgeschieden | ausgeschieden    | ausgeschieden    | 33   |
| Suthasini Sawettabut                                    | Einzel     | Freilos  | Freilos  | N. Bajor    | 3:4      | ausgeschieden | ausgeschieden | ausgeschieden | ausgeschieden | ausgeschieden | ausgeschieden | ausgeschieden | ausgeschieden | ausgeschieden    | ausgeschieden    | 33   |
| Orawan Paranang Suthasini Sawettabut Jinnipa Sawettabut | Mannschaft | —        | —        | —           | —        | —             | —             | Frankreich    | 3:2           | Japan         | 0:3           | ausgeschieden | ausgeschieden | ausgeschieden    | ausgeschieden    | 5    |